# Herpetogramma tominagai
Herpetogramma tominagai is een vlinder uit de familie van de grasmotten (Crambidae), uit de onderfamilie van de Spilomelinae. De wetenschappelijke naam van deze soort is voor het eerst gepubliceerd in 2003 door Hiroshi Yamanaka.
De soort komt voor in Japan.